# بلک جک (کنتاکی)
بلک جک (به انگلیسی: Black Jack) یک منطقهٔ مسکونی در ایالات متحده آمریکا است که در شهرستان سیمپسون، کنتاکی واقع شده‌است. بلک جک ۲۱۲٫۱۴ متر بالاتر از سطح دریا واقع شده‌است.